# حقل تشايكا الغازي
حقل الغاز الطبيعي تشايكا حقل الغاز الموجودة على الجرف القاري لبحر الأسود. وقد تم اكتشافه في عام 2013 والتي وضعتها بتروسلتيك. وسوف يبدأ الإنتاج في 2018 وسوف تنتج الغاز الطبيعي والمكثفات. إجمالي الاحتياطيات المؤكدة من حقل غاز تشايكا هي حوالي 80 مليار قدم مكعب (2.3 كيلومتر مكعب)، ومن المقرر إنتاج لتكون حوالي 40 مليون قدم مكعب / يوم (0,56 × 106m³) في عام 2018.